# Правительство Байру
Правительство Байру — сорок седьмое правительство Франции периода Пятой республики, сформированное 13 декабря 2024 года под председательством Франсуа Байру, который был назначен премьер-министром 13 декабря 2024 года.

## Формирование правительства
23 декабря 2024 года объявлен состав правительства. Четыре министра из четырнадцати в составе правительства впервые со времён премьер-министра Эдуара Филиппа получили преимущественно почётный титул государственных министров (тем не менее, по традиции их имена в списке Кабинета указываются сразу после премьер-министра и они имеют право созывать совещания с участием нескольких министров).

## Состав правительства
- Премьер-министр — Франсуа Байру;
  - Министр-делегат, официальный представитель правительства — Софи Прима
  - Министр-делегат по связям с парламентом — Патрик Миньола[фр.]
  - Министр-делегат по вопросам равенства между женщинами и мужчинами, борьбы с дискриминацией — Аврора Берже
- Государственный министр[фр.], Министр национального просвещения, высшего образования и научных исследований — Элизабет Борн
  - Министр-делегат по делам высшего образования и научных исследований — Филипп Батист
- Государственный министр, министр по делам заморских территорий[фр.] — Мануэль Вальс
- Государственный министр, хранитель печатей, министр юстиции — Жеральд Дарманен
- Государственный министр, министр внутренних дел — Брюно Ретайо
  - Министр-делегат — Франсуа-Ноэль Бюффе
- Министр Европы и иностранных дел — Жан-Ноэль Барро
  - Министр-делегат по делам внешней торговли и французов за рубежом — Лоран Сен-Мартен
  - Министр-делегат по делам Европы — Бенжамен Хаддад[фр.]
  - Министр-делегат по делам франкофонии и международного партнёрства — Тани Мохамед Суалихи[фр.]
- Министр экологических преобразований, биоразнообразия, лесов, моря и рыболовства — Аньес Панье-Рюнаше
- Министр спорта, по делам молодёжи и спортивных обществ[фр.] — Мари Барсак
- Министр экономики, финансов, промышленного и цифрового суверенитета — Эрик Ломбар
  - Ответственный министр общественных счетов — Амели де Моншален
  - Ответственный министр промышленности и энергетики — Марк Феррачи[фр.]
  - Министр-делегат торговли, ремёсел, малого и среднего предпринимательства, социальной и солидарной экономики — Вероника Луважи
  - Министр-делегат искусственного интеллекта и цифровой экономики — Клара Чаппас[фр.]
  - Министр-делегат туризма — Натали Делаттр[фр.]
- Министр труда[фр.], здравоохранения[фр.], солидарности[фр.] и семьи[фр.] — Катрин Вотрен
  - Ответственный министр труда и занятости — Астрид Паносян
  - Ответственный министр здравоохранения и доступа к медицинской помощи — Янник Нёдер[фр.]
  - Министр-делегат автономности пожилых и по делам лиц с ограниченными возможностями — Шарлотта Пармантье-Лекок
- Министр Вооружённых сил и по делам ветеранов — Себастьян Лекорню
  - Министр-делегат памяти и ветеранов — Патрисия Миральес[фр.]
- Министр культуры — Рашида Дати
- Министр сельского хозяйства и продовольственного суверенитета — Анни Женевар
- Министр государственной службы и упрощения[фр.] — Лоран Марканжели
- Министр развития территорий и децентрализации — Франсуа Ребсамен
  - Ответственный министр жилищного хозяйства — Валери Летар
  - Ответственный министр транспорта — Филипп Табро[фр.]
  - Министр-делегат по делам сельской местности — Франсуаза Гатель
  - Министр-делегат по делам городов — Жюльетт Мадель[фр.]